# Яхмос (верховний жрець)
Я́хмос (альтернативне написання: А́хмос) (*XIV ст. до н. е.) — давньоєгипетський державний діяч XVIII династії, верховний жрець Ра у Геліополі наприкінці правління фараона Аменхотепа II та початку володарювання Тутмоса IV.

## Життєпис
Походив з XVIII династії. Син фараона Аменхотепа II (за іншою версією Тутмоса III. Після смерті або відставки Рехміри стає верховним жерцем Ра. Також обіймав посаду начальника над усіма роботами, тобто відповідав за зведенням різних будівель, роботами з прокладення шляхів, мостів.
Поховано в Геліополі за життя Тутмоса IV. Відомо 2 статуї, стела та скарабей з ім'ям Яхмоса. Нині розташовані в Каїрському музеї (Єгипет).